# بوجشنک
بوجشنک (به لهستانی:  Budziszynek) یک روستا در لهستان است که در گمینا خنوو واقع شده‌است. بوجشنک ۲۰۰ نفر جمعیت دارد و ۱۳۶ متر بالاتر از سطح دریا واقع شده‌است.